# Ágios Prokópios (Corfou)
Pour l’article homonyme, voir Ágios Prokópios.
Ágios Prokópios (grec moderne : Άγιος Προκόπιος) est une localité située dans le dème de Corfou-Centre et des îles Diapontiques, dans le district régional de Corfou, dans la périphérie des Îles Ioniennes, en Grèce.
Selon le recensement de 2021, elle compte 413 habitants.